# Reichenspitze
Il Reichenspitze (3.303 m s.l.m.) è una montagna delle Alpi della Zillertal nelle Alpi dei Tauri occidentali. Si trova in Austria sulla linea di confine tra il Salisburghese ed il Tirolo.